# ネットフォース
『ネットフォース』(Tom Clancy's Net Force) は、トム・クランシーとスティーヴ・ピチェニック、スティーブ・ペリーが書く、FBIの架空の特捜隊・ネットフォースを舞台にした小説である。後に映像作品にもなった。

## ネットフォース

### 登場人物
アレグザンダー・マイケルズ
本作の主人公。前任のスティーブ・デイに代わってネットフォース司令官となった。
別居中で娘が一人いる。
トニー・フィオレラ
副司令官。インドネシアに伝わる武術シラットを使う。
ジェイ・グリッドリー
ネットフォースのプログラマー。
ジョン・ハワード
ネットフォース攻撃部隊の指揮官
タイロン・ハワード
ジョンの息子

### シリーズ
- 1.ネットフォース(Net Force)
- 2.国家強奪計画(Hidden Agendas)
- 3.憂国のテロリスト(Night Moves)
- 4.殲滅の周波数(Breaking Point)
- 5.ドラッグ・ソルジャー(Point of Impact)
- 6.電子国家独立宣言(CyberNation)

　　以下日本未発売
- 7.State of War
- 8.Changing of the Guard
- 9.Springboard
- 10.The Archimedes Effect

　リニューアルシリーズ
　　0.5.Eye of the Drone(Dark Webの前日譚)
1. Dark Web
2. Attack Protocol

## ネットフォース・エクスプローラーズ
- 1.陰謀のゲーム(The Deadliest Game)
- 2.仮想破壊者(Virtual Vandals)
- 3.1は孤独な数字(One Is the Loneliest Number)

以下日本未発売
- 4.The Ultimate Escape
- 5.End Game
- 6.Cyberspy
- 7.Shadow of Honour
- 8.The Great Race
- 9.Private Lives
- 10.Safe House
- 11.Gameprey
- 12.Duel Identity
- 13.Deathworld
- 14.High Wire
- 15.Cold Case
- 16.Runaways
- 17.Cloak and Dagger
- 18.Own Goal

## 映像化
1999年、アメリカ合衆国のABCがこの小説をもとにしたテレビ映画を製作・公開した。日本でも放送され、NHKでの放送題は『トム・クランシー　ネットフォース』。

### キャスト
| 役名                       | 俳優                       | 日本語吹替          | 日本語吹替            |
| 役名                       | 俳優                       | ソフト版            | NHK版                 |
| -------------------------- | -------------------------- | ------------------- | --------------------- |
| アレックス・マイケルズ     | スコット・バクラ           | 谷口節              | 山路和弘              |
| トニ・フィオレリ           | ジョアンナ・ゴーイング     | 篠原恵美            | 安藤麻吹              |
| スティーヴ・デイ           | クリス・クリストファーソン | 小林清志            | 菅生隆之              |
| ウィル・スタイルズ         | ジャッジ・ラインホルド     | 江原正士            | 大塚芳忠              |
| ローウェル・デヴィッドソン | ブライアン・デネヒー       | 藤本譲              | 石田太郎              |
| サンドラ・ナイト           | CCH・パウンダー            | さとうあい          | 後藤加代              |
| レオン・チェン             | ケイリー＝ヒロユキ・タガワ | 仲野裕              | 大塚明夫              |
| メーガン・マイケルズ       | チェルシー・フィールド     | 佐藤しのぶ          | 駒塚由衣              |
| ボー・タイラー             | ザンダー・バークレー       | 中田和宏            | 福田信昭              |
| ウデイ・シャンカール       | アンジュル・ニガム         | 室園丈裕            | 寺杣昌紀              |
| ジェイ・グリッドリー       | ポール・ヒューイット       | 柳沢栄治            | 横堀悦夫              |
| ジョン・ハワード           | スターリング・メイサー     | 古田信幸            | 楠大典                |
| ジム・フォックス           | サム・アンダーソン         | 川島得愛            | 金尾哲夫              |
| ジョニー・ストンパート     | フランク・ヴィンセント     | 石波義人            | 廣田行生              |
| 日本語版スタッフ           |                            |                     |                       |
| 演出                       | 演出                       | 高橋剛              | 志水良旺              |
| 翻訳                       | 翻訳                       | 久保喜昭            | 税田春介              |
| 録音・調整                 | 録音・調整                 | 新井保雄            | 菊池悟史              |
| 音響制作                   | 音響制作                   | 中西真澄 米屋林太郎 |                       |
| プロデューサー             | プロデューサー             | 内田正仁            | 原嶋邦明              |
| 進行                       | 進行                       |                     | 岩見純一              |
| 制作                       | 制作                       | プロセンスタジオ    | ACクリエイト          |
| 初回放送                   | 初回放送                   | N/A                 | 2002年7月12日 NHK総合 |

- ソフト版：1999年9月24日発売 - VHSには127分の再編集版。DVDには161分のオリジナル全長版が収録